# Svenska mästerskapet i simhopp 1991 (sommar)
Svenska mästerskapen i simhopp sommaren 1991 ägde rum i Göteborg. 

## Medaljsummering

### Damer
| Gren | Guld                     | Guld       | Silver                  | Silver                 | Brons                | Brons      |
| 3m   | Helena Zachrisson 389.55 | Bofors SHK | Therese Sjöström 381.25 | Jönköpings Simsällskap | Mia Bergström 377.95 | Bofors SHK |
| 1m   | Helena Zachrisson        | Bofors SHK |                         |                        |                      |            |